# Elatostema luzonense
Elatostema luzonense är en nässelväxtart som beskrevs av Charles Budd Robinson. Elatostema luzonense ingår i släktet Elatostema och familjen nässelväxter. Inga underarter finns listade i Catalogue of Life.